# José Serebrier
José Serebrier (Montevideo, 3 dicembre 1938) è un direttore d'orchestra e compositore uruguaiano naturalizzato statunitense. È uno dei direttori più registrati della sua generazione.

## Biografia
Serebrier nacque a Montevideo da genitori russi e polacchi di estrazione ebraica. Diresse per la prima volta un'orchestra all'età di undici anni, mentre andava ancora a scuola. L'orchestra scolastica fece una tournée per il paese, il che significa che riuscì a registrare oltre cento spettacoli in quattro anni. Si diplomò alla Scuola Municipale di Musica di Montevideo a quindici anni, dopo aver studiato violino, solfeggio e folklore latinoamericano. Successivamente studiò contrappunto, Fuga, composizione e direzione orchestrale con Guido Santórsola e pianoforte con sua moglie, Sarah Bourdillon Santórsola. L'Orchestra Nazionale, conosciuta come SODRE, annunciò un concorso di composizione. Nel giro di due settimane Serebrier aveva composto la sua ouverture Leggenda di Faust che vinse. Con sua enorme delusione non gli fu permesso di dirigerla, perché aveva solo quindici anni. La prima fu affidata a Eleazar de Carvalho, che più tardi nello stesso anno divenne insegnante di direzione a Tanglewood, sede estiva della Boston Symphony Orchestra.
Ricevette una borsa di studio dal Dipartimento di Stato degli Stati Uniti per studiare presso il Curtis Institute of Music con Vittorio Giannini. Successivamente studiò con Aaron Copland a Tanglewood e con Pierre Monteux. La sua prima sinfonia, scritta all'età di 17 anni, fu rappresentata per la prima volta da Leopold Stokowski, come sostituto dell'ultimo minuto della Quarta Sinfonia di Ives, che si era rivelata ancora insuonabile all'epoca. La registrazione di quello spettacolo di Stokowski fu pubblicata su CD nel 2010. Un'altra registrazione di questo lavoro fu pubblicata dalla Naxos, sempre nel 2010, con il compositore che dirige l'Orchestra Sinfonica di Bournemouth.

## Direzione orchestrale
Il debutto alla direzione orchestrale di Serebrier a New York con l'American Symphony Orchestra fu alla Carnegie Hall nel 1965. All'epoca la Fourth Symphony di Ives era stata considerata così difficile da essere eseguita usando tre direttori alla sua prima nel 1965, quasi 50 anni dopo la sua composizione. Stokowski, Serebrier e un terzo direttore la eseguirono in questo modo. Qualche anno dopo Serebrier la diresse da solo. Fece il suo debutto discografico con questa opera e Hi-Fi News e Record Review ne scrissero: "Questo... deve sicuramente essere considerato uno dei grandi successi del grammofono".
Ebbe molti incarichi direttivi, tra i quali direttore principale ospite della Adelaide Symphony Orchestra durante la stagione 1982-83. Gli fu offerto il posto di direttore principale, ma dal momento che non accetta va tali incarichi accettò il titolo di direttore ospite principale. Leopold Stokowski nominò Serebrier direttore associato dell'American Symphony Orchestra, un incarico che ricoprì per cinque anni fino a quando non andò a Cleveland su invito di George Szell.
Serebrier ha sposato il soprano americano Carole Farley nel 1969. Hanno fatto diverse registrazioni insieme.
La terza sinfonia di Serebrier e la sua Fantasia per archi sono tra le sue opere più popolari. Il suo stile è energico, colorato e melodico. Una delle sue opere più insolite è Passacaglia e Perpetuum Mobile per fisarmonica e orchestra da camera. La sua musica è pubblicata principalmente da Peermusic New York e Amburgo e anche da Peters Edition, Universal Edition Vienna, Hal Leonard, Kalmus, Boosey & Hawkes. Tutti i suoi lavori sono stati registrati su varie etichette. Nel 2012 la BIS Records ha pubblicato il Concerto per flauto con Tango di Serebrier, commissionato per il flautista Sharon Bezaly.
Serebrier gira il mondo con un certo numero di orchestre. Ha fatto diverse tournée con l'Orchestra Nazionale Russa, in Sud America e in Cina. Il suo primo tour internazionale fu con la Juilliard Orchestra in 17 paesi dell'America Latina. Ha fatto tournée con l'Orchestra Sinfonica di Pittsburgh, la Royal Philharmonic Orchestra, la Philharmonia Orchestra, l'Orchestra delle Americhe YOA, la Scottish Chamber Orchestra e numerose altre.

## Premi
Serebrier ha ricevuto 37 nomination ai Grammy Awards e ne ha vinti 8. Nel 1976 ha vinto il Ditson Conductor's Award per l'impegno nella musica americana. Ha vinto il Latin Grammy Awards del 2004 come miglior album classico per il suo lavoro, la Carmen Symphony. Nel Latin Grammy Awards del 2005 ha avutro una nomination per la Quinta sinfonia di Glazunov.

## Composizioni selezionate
- 1948 Sonata per violino solo, Op. 1
- 1952 Elegy per archi
- 1955 Sonata per Viola Sola
- 1955 Quartetto per Sassofoni
- 1955 Song of Destiny per coro a capella
- 1956 "Pequeña Música" per quintetto di fiati
- 1956 Vocalise per coro a capella
- 1956 Canzone senza nome o parole n. 1
- 1956 Sinfonia n. 1, in un movimento
- 1957 Momento Psicologico per tromba e orchestra
- 1957 Suite Canina per trio di fiati
- 1958 Canzone senza nome o parole n. 2
- 1958 Piano Sonata
- 1958 Poema Elegaico per orchestra
- 1958 Partita (Sinfonia n. 2)
- 1960 Fantasia per archi
- 1962 "Colores Mágicos" Concerto per arpa e orchestra da camera
- 1963 Variazioni su un Tema dell'infanzia, per trombone (o fagotto) e archi
- 1963 Sinfonia per percussioni (5 suonatori)
- 1965 Preludio Fantastico e Danza Mágica per 5 percussionisti
- 1965 Musica per il film "The Star Wagon" con Dustin Hoffman
- 1965 Passacaglia e Perpetuum Mobile, per chitarra solista
- 1965 "Six on TV" per quintetto di fiati e 1 percussionista
- 1966 Passacaglia e Perpetuum Mobile, per chitarra e orchestra da camera
- 1966 Manitowabing, per flauto e oboe
- 1966 At dusk, in shadows per flauto solista
- 1967 "12 X 12" per fiati, ottoni e percussioni
- 1973 Seis por Television (6 per televisione)
- 1974 "Nueve" Concerto per contrabbasso e orchestra da camera
- 1986 George e Muriel, per contrabbasso e coro
- 1991 Dorothy e Carmine!, per flauto e archi
- 1998 Violin Concerto "Winter"
- 1999 Winterreise per orchestra
- 2003 Sinfonia n. 3 per orchestra d'archi e soprano ("Symphonie mystique")
- 2009 Concerto per flauto con Tango, per flauto e orchestra d'archi